# Wildcard (Sport)
Wildcards (englische bzw. alternative Schreibweise Wild Cards) dienen bei Sportveranstaltungen dazu, Sportlern oder Mannschaften, die den Qualifizierungsregeln nicht genügen, dennoch die Teilnahme zu ermöglichen.
Üblich sind Wildcards beim Tennis, Basketball, Bodybuilding, Golf, beim Snooker, im Dartsport, Squash, Handball, Ringtennis, im Motorradsport, im Biathlon und Radsport. Auch im Hockey (Champions Trophy), bei Snowboard- und Wellenreit-Veranstaltungen und beim Schach werden in manchen Wettbewerben Wildcards erteilt.
Mit Hilfe einer Wildcard können z. B. einheimische Nachwuchsspieler an einem internationalen Turnier teilnehmen. Es gibt weitere Gründe für die Erteilung einer Wildcard; insbesondere für junge Sportler ist eine Wildcard eine Art von Auszeichnung.

## Biathlon
Im Biathlon können gute Einzelathleten, deren Nationalverband über keine Startquote verfügt, mit einer Wildcard an den Rennen im Weltcup teilnehmen. Prominentes Beispiel hierfür ist Olympiasieger Michael Rösch, der vom Deutschen Skiverband nicht mehr für die Biathlonmannschaft nominiert wurde, dann für Belgien startete und in der Saison 2014/15 mit einer Wildcard sowohl an den Weltcuprennen als auch an den Weltmeisterschaften 2015 im finnischen Kontiolahti teilnahm.

## US-Mannschaftssport
In amerikanischen Mannschaftssportarten wie Baseball, American Football und Eishockey gibt es eine Wildcard-Regel, die beinhaltet, dass Teams, die ihre Division nicht gewonnen haben, aber die beste Bilanz der Nicht-Divisionssieger aufweisen, die Berechtigung erhalten, an den Play-off-Spielen teilzunehmen. Auch wenn der Name darauf hindeutet, ist dies aber kein Beispiel für eine Wildcard im ursprünglichen Sinne, da diese Regelung einfach ein Teil der offiziellen Qualifikationsmodalitäten ist. Die entsprechenden Mannschaften erfüllen demnach die offiziellen Qualifikationsregeln, wohingegen Wildcards per Definition für Teilnehmer vorgesehen sind, die eine solche Qualifikation gerade nicht erfüllen.

## E-Sport
Im E-Sport wird von dieser Möglichkeit ebenfalls Gebrauch gemacht. So können Teams oder Spieler, die sich ursprünglich nicht qualifizieren konnten, sei es durch Spielermangel oder Nichterreichen eines vorgeschriebenen Platzes in Vor- oder Ausscheidungsturnieren, ebenfalls an internationalen Wettkämpfen teilnehmen, wenn sie zum Beispiel trotz einer Niederlage in den Qualifizierungsmatches dennoch bessere Gesamt-Ergebnisse erreicht haben.

## Tennis
Im Bereich Tennis gibt es zahlreiche Varianten der Vergabe von Wildcards, etwa die „Exemption Wildcards“ oder die „Reciprocal Wildcards“. 